# ル・グラン＝マデュー
ル・グラン＝マデュー （Le Grand-Madieu、オック語のマルシュ方言:Lo Grand Mas Diu）は、フランス、ヌーヴェル＝アキテーヌ地域圏、シャラント県のコミューン。

## 地理

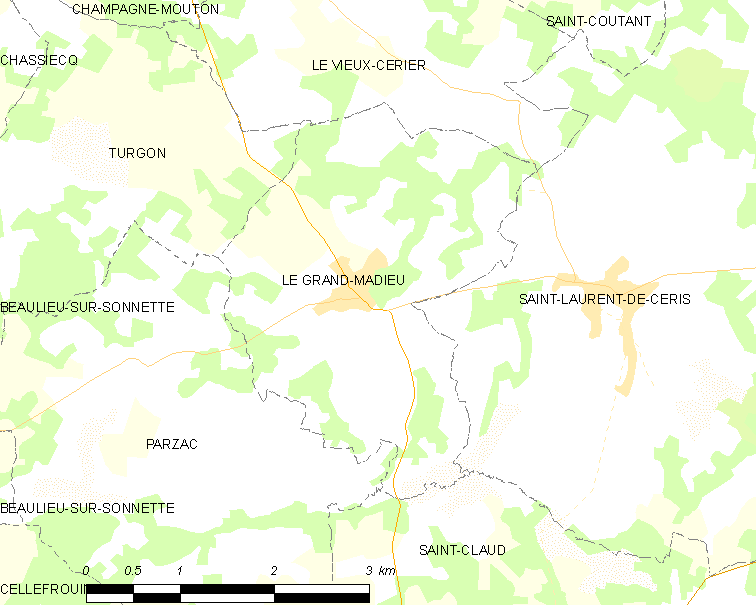
ル・グラン＝マデューの位置

ル・グラン＝マデューは県北東部にあるコミューンで、小郡庁所在地サン＝クローの北5km、アングレームの北東39kmのところにある。シャンパーニュ＝ムトンの南6km、ルマジエール＝ルベールから12km、シャスヌイユから13km、郡庁のあるコンフォランから19km、マンルとリュフェックから22kmである。
コミューンに通じ、コミューンと交差する道路は、サン＝クローからシャンパーニュ＝ムトンへ南北に通過するD28号線、そしてヴァランスを経由してトロワ＝シェヌへ東西に向かうD15号線である。アングレームからコンフォラン、ベラックへ向かうD951号線、および中央ヨーロッパ・アトランティック道はコミューンの南東5kmのところを通過する。
最寄りの鉄道駅はルマジエール＝ルベール駅で、アングレームとリモージュまで向かうTERの路線が停車する。
地質学的には、シャラント県北部と同様に、コミューンはジュラ紀の石灰岩で構成されるアキテーヌ盆地の中にある。特に、コミューン南部を占めるのはバジョシアン（fr）である。ジュラ紀初期の地層は南東端で始まる。変質岩と、中央高地からもたらされた第三紀の堆積物の広範囲な広がりは、燧石を含む粘土と大理石混じりの粘土となって、コミューン面積の大部分である高原を覆う ·  · 。
コミューンの地形は平均標高160mで、南へ向かって傾斜した、かなり標高の高い高原である。最も標高が高いのは、パニソー近くの県南東部、191mの地点である。最低地点は124mで、高架橋の近く、ソネットとの境界となっているコミューン南端の地点である。町中心部は標高173mである。
コミューンは全体が高原の上にある。これは、シャラント川支流ソン・ソネット川とアルジャントール川の流域を切り離している。ソネット川はコミューン南端の境界線となって、サン＝クローのコミューンからル・グラン＝マデューを切り離している。

## 由来
古いつづりはMansus Dei（記された日付は不明）であった。le mas Dieuとは『神の家』を表している。masはラテン語のmansusで、中世に『開発された農村』を意味し、オック語で『農村の住居』を意味するようになった。ル・グラン＝マデューは、テンプル騎士団のコマンドリーが置かれた重要な場所だった。
コミューンは、シャラント県の東部1/3を占めるオック語地域にあり、マルシュ方言が話される。

## 歴史
中世のル・グラン＝マデューは、セルフルアンと同様に、サンティアゴの聖域を目指す巡礼者や、サントの聖ユトロープの聖遺物を詣でようとする巡礼者が歩く、東西方向に向かう二次元的な道の途上にあった。
ル・グラン＝マデューは、ル・プティ＝マデュー（ルマジエール＝ルベール所在）、シャンボン（サン＝モーリス＝デ＝リオン所在）とともに建設された、聖ヨハネ騎士団の重要なコマンドリーだった。コマンドリーの起源はテンプル騎士団で、16世紀から城代の称号を持った。
16世紀、ル・グラン＝マデューの司令官は、司法を行使するためセネシャルと財務検察官を任命していた。
20世紀前半、コミューンはルマジエールにあるリュフェック鉄道が通っていた。駅は、ル・グラン＝マデューの村とサン・ローラン・ド・セリスの中間にあった。

## 人口統計
2016年時点のコミューン人口は173人で、2011年時点の人口より13.82%増加した。
| 1962年 | 1968年 | 1975年 | 1982年 | 1990年 | 1999年 | 2005年 | 2016年 |
| ------ | ------ | ------ | ------ | ------ | ------ | ------ | ------ |
| 250    | 205    | 208    | 188    | 170    | 149    | 169    | 173    |

参照元:1962年から1999年までは複数コミューンに住所登録をする者の重複分を除いたもの。それ以降は当該コミューンの人口統計によるもの。1999年までEHESS/Cassini、2006年以降INSEE

## 史跡
古いコマンドリーに属したものとして、サン・ジャン・バティスト教会がある。教会の北東側にある建物は現在廃墟である。12世紀後半に建てられたこの教区教会は、かつてコマンドリーの教会だった。1973年より歴史的記念物となっている。
ソネット高架橋の名で知られる鉄道の高架橋は、リュフェックとルマジエールをつなぐ鉄道路線の一部としてソネット川に架けられ、1902年から1905年に建設された。1950年代以降もはや鉄道は通っていない。長さは195.50m、高さは26.30mである。橋脚は10本、アーチは11か所である。2004年から歴史的記念物となった。

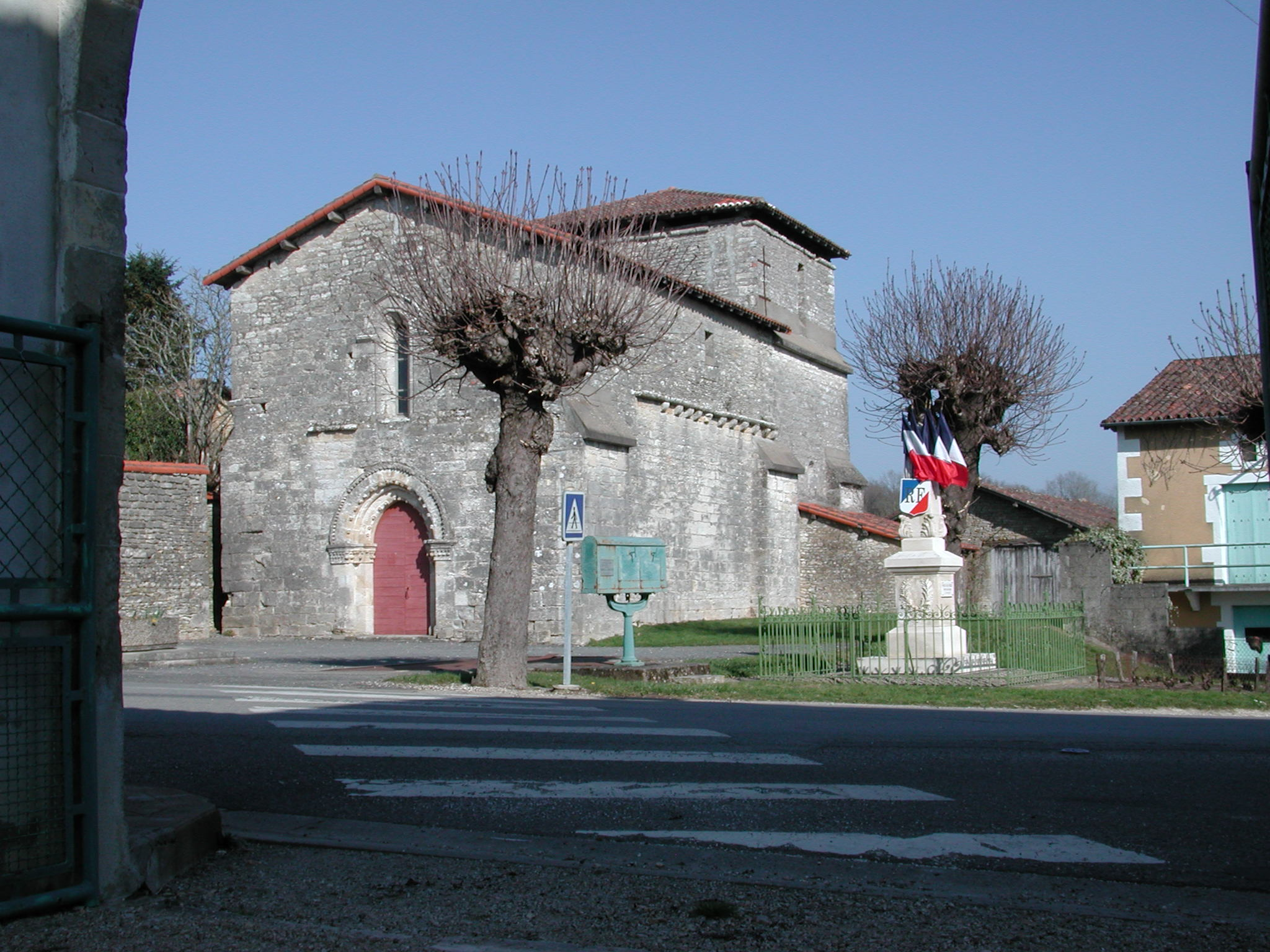
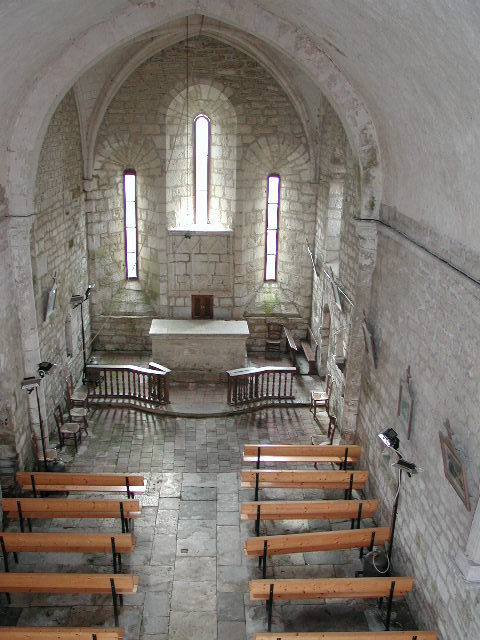
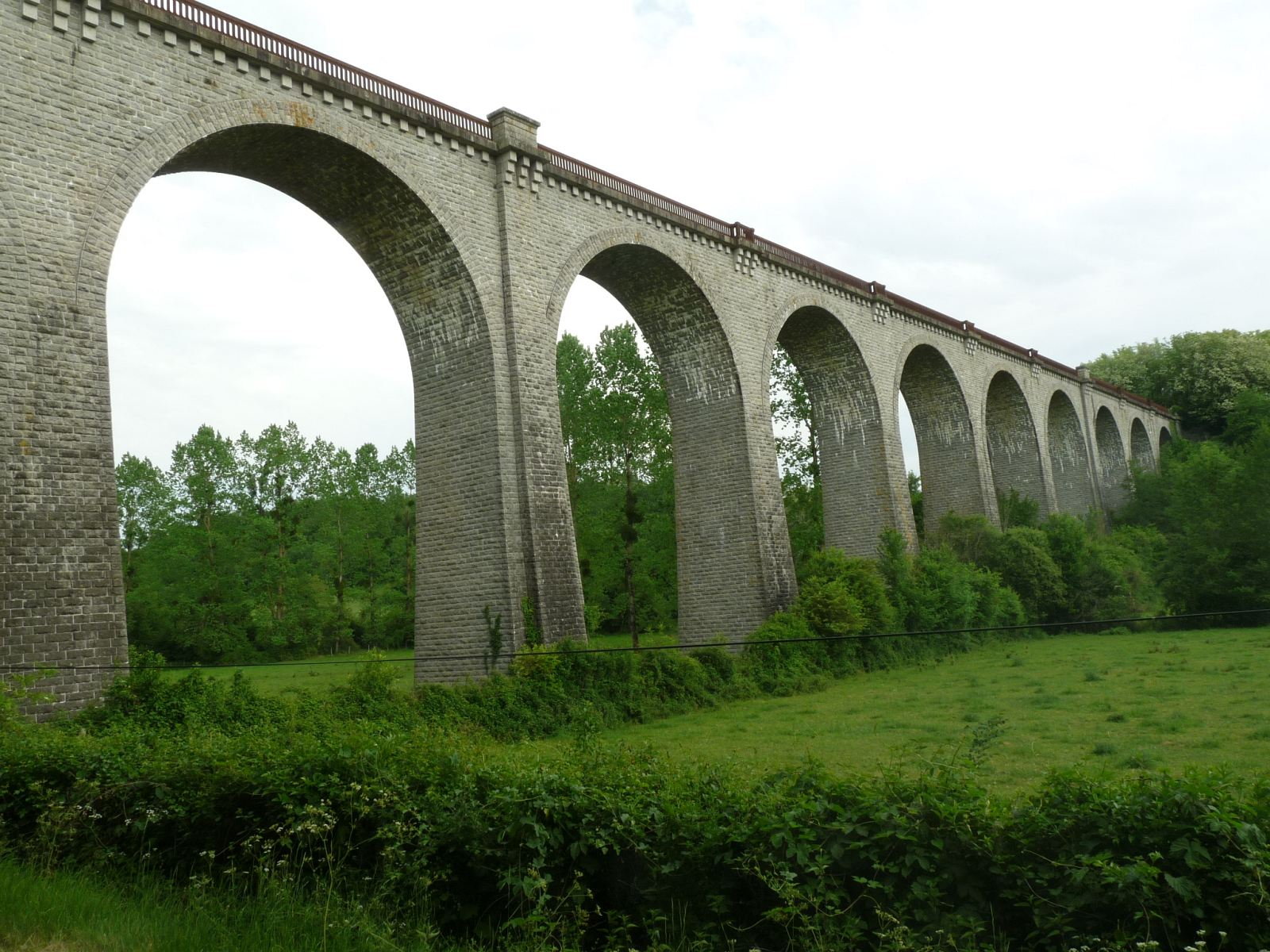